# Gordon B. Hinckley

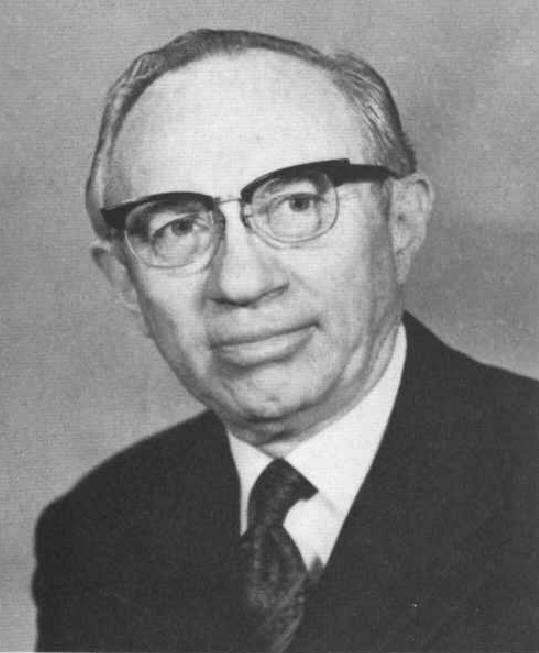
Gordon B. Hinckley (1976)

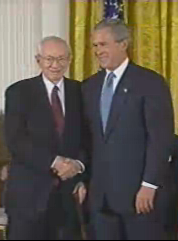
Verleihung der Presidential Medal of Freedom durch George W. Bush

Gordon Bitner Hinckley (* 23. Juni 1910 in Salt Lake City, Utah; † 27. Januar 2008 ebenda) war von 1995 bis 2008 der 15. Präsident der Kirche Jesu Christi der Heiligen der Letzten Tage. 

## Leben
Hinckley wurde am 23. Juni 1910 als Sohn von Bryant Stringham und Ada Bitner Hinckley geboren. Im Jahre 1928 schloss er die LDS High School ab. Danach studierte er Englische Sprache an der University of Utah und schloss mit einem Bachelor of Arts ab. Er diente von 1933 bis 1935 in der britischen Mission. 1935 machte er eine Reise durch Europa, dann wurde Hinckley von Heber J. Grant beauftragt, die PR-Abteilung der Kirche Jesu Christi der Heiligen der Letzten Tage zu organisieren. Er wurde am 5. Oktober 1961 in das Kollegium der Zwölf Apostel berufen. Seit dem 23. Juli 1981 bis 1995 war Hinckley Ratgeber in der ersten Präsidentschaft. Während der 1980er war er zu einem Zeitpunkt das einzige gesunde Mitglied der Institution. Am 12. März 1995 wurde er Präsident der Glaubensgemeinschaft.
Hinckley führte die Missionsarbeit weit voran und war sehr mit dem Bau von Tempeln der Kirche beschäftigt. Er weihte mehr als die Hälfte der heute 124 Tempel weltweit, also mehr als alle „Propheten“ vor ihm zusammen.
Seit April 1937 war Hinckley mit Marjorie Pay (1911–2004) verheiratet, mit der er fünf Kinder und 29 Enkelkinder hat.
Am 23. Juni 2004 verlieh George W. Bush ihm die Presidential Medal of Freedom. Am 27. Januar 2008 starb er im Alter von 97 Jahren als ältester jemals amtierende Präsident dieser Glaubensgemeinschaft. Im April 2022 wurde der Altersrekord von Russell M. Nelson übertroffen.

## Publikationen (Auswahl)
- Stand a Little Taller: Counsel and Inspiration for Each Day of the Year, Eagle Gate Verlag 2001 (en.), ISBN 1-57008-767-9
- Standing for Something: 10 Neglected Virtues That Will Heal Our Hearts and Homes, Crown Publishers 2000 (en.) ISBN 0-8129-3317-6
- Be Thou an Example, Deseret Book Company 2000 (en.), ISBN 1-57345-051-0
- Standing for Something (Wheeler Compass), Wheeler Publishing 2000 (en.), ISBN 1-56895-924-9
- Teachings of Gordon B. Hinckley, Deseret Book Company 1997 (en.), ISBN 1-57345-262-9